# Sitkówka
Sitkówka est un village de la voïvodie de Sainte-Croix et du powiat de Kielce. Il comptait 226 habitants en 2009.